# Dabiq
Dabiq (kiejtve: Dabik) település Szíria ÉNy-i részén, a török határ közelében, Aleppó kormányzóságban. Lakossága 3364 fő volt 2004-ben.
A település közelében volt egy fontos csata az Oszmán Birodalom és a Mameluk Szultánság között 1516-ban.
Az iszlám eszkatológia alapján úgy vélik, hogy Dabiq egyike annak a két lehetséges helyszínnek, ahol a szent iratok alapján "Róma seregei" egy végső csatában megütköznek a muszlimok legjobb harcosaival. (lásd még a bibliai Armageddon) Ez a csata a muszlimok győzelmével zárul és a világ végének kezdetét jelzi.
A települést bekebelező ISIS harcosainak egyik célja, hogy az USA és szövetségesei sereget küldjenek ellenük, hogy egy klasszikus csatában ütközzenek itt meg velük.

## Fordítás
Ez a szócikk részben vagy egészben  a   Dabiq című angol Wikipédia-szócikk fordításán alapul.  Az eredeti cikk szerkesztőit annak laptörténete sorolja fel. Ez a jelzés csupán a megfogalmazás eredetét és a szerzői jogokat jelzi, nem szolgál a cikkben szereplő információk forrásmegjelöléseként.